# Angélos
Dans la mythologie grecque, Angélos (en grec ancien Ἄγγελος / Ángelos, littéralement « messager ») est une déesse mineure des Enfers, assimilée à Hécate-Artémis.

## Famille
Angélos est une fille de Zeus et de Héra, les souverains de l'Olympe. Cela fait donc de Cronos et Rhéa ses grands-parents tant paternels que maternels, et de Héphaïstos, Arès, Ilithyie, Hébé, Ényo, Éleutheria et Éris ses frères et sœurs de plein sang. Angélos a également, de par son père, de nombreux demi-frères et demi-sœurs : l'abondante progéniture de Zeus.

## Mythe
Le seul récit relatif à Angélos est consigné dans une scholie (commentaire) du vers 12 de la seconde Idylle de Théocrite. La note elle-même préserve une fable du mimographe sicilien Sophron, dans laquelle il retrace l'histoire d'Angélo ou Angélos, une fille méconnue de Zeus et d'Héra,.
Cette Angélos déroba le fard utilisé par sa mère Héra afin d'en faire présent à son amie Europe, fille d'Agénor, laquelle devint peu après la maîtresse de Zeus. Chassée pour cette raison de l'Olympe par sa mère en courroux, Angélos se réfugia d'abord chez les mortels, dans une chambre d'accouchée, puis au voisinage d'un enterrement. Souillée par ces contacts, elle se rendit alors sur les rives du fleuve Achéron où elle fut purifiée par les Cabires et devint dès lors, à l'instar de Perséphone et de Mélinoé une des déesses du monde infernal.

## Rattachement à d'autres déesses
Le scoliaste rattache Angélos à Hécate-Artémis, dont Angelos est l'une des épiclèses traditionnelles. Dans une scholie à un autre passage de Théocrite, le commentateur explique qu'Angélos est envoyée aux Enfers pour prendre soin de Perséphone, ce qui explique peut-être son nom, « messager ». Dans l’Hymne homérique à Déméter, Hécate elle-même a pour rôle de précéder et de suivre Perséphone : elle sert de médiatrice entre les deux mondes.